# Владо Бранковић
Владо Бранковић (Глина, 10. март 1928 — Сарајево, 10. јул 1994), био је југословенски и босанскохерцеговачки филмски сценограф. Радио је сценографију за филмове Вељка Булајића, Мирзе Идризовића, Жике Ристића, Столета Јанковића, Фадила Хаџића, Воје Нановића, Жоржа Скригина и друге.

## Сценографија
| Год.    | Назив                             | Улога         |
| ------- | --------------------------------- | ------------- |
| 1950-те |                                   |               |
| 1951.   | Мајор Баук                        | арт дизајнер  |
| 1954.   | Стојан Мутикаша (филм)            | арт дизајнер  |
| 1955.   | Шолаја (филм)                     | сценограф     |
| 1957.   | Само људи                         | арт дизајнер  |
| 1957.   | Вратићу се                        | арт дизајнер  |
| 1958.   | La tempesta                       | арт дизајнер  |
| 1959.   | Ноћи и јутра                      | арт дизајнер  |
| 1959.   | Пет минута раја                   | арт дизајнер  |
| 1959.   | Врата остају отворена             | арт дизајнер  |
| 1960-те |                                   |               |
| 1961.   | Парче плавог неба                 | арт дизајнер  |
| 1961.   | Orazi et Curiazi                  | арт дизајнер  |
| 1961.   | Велика турнеја                    | сценограф     |
| 1962.   | Козара (филм)                     | сет декоратер |
| 1962.   | Срешћемо се вечерас               | сценограф     |
| 1962.   | Мачак под шљемом                  | сценограф     |
| 1963.   | Радопоље                          | сценограф     |
| 1964.   | The Yellow One                    | арт дизајнер  |
| 1964.   | Народни посланик                  | сценограф     |
| 1965.   | Гласам за љубав                   | сценограф     |
| 1966.   | Коњух планином                    | сценограф     |
| 1966.   | Сретни умиру двапут               | сценограф     |
| 1967.   | Плаво око, зло око                | сценограф     |
| 1968.   | Пламен над Јадраном               | сценограф     |
| 1970-те |                                   |               |
| 1973.   | Пјегава дјевојка                  | сценограф     |
| 1974.   | Поленов прах                      | сценограф     |
| 1975.   | Доктор Младен                     | сценограф     |
| 1975.   | Сарајевски атентат (филм из 1975) | сценограф     |
| 1978.   | Жестоке године                    | сценограф     |
| 1980-те |                                   |               |
| 1982.   | Мирис дуња                        | сценограф     |